# Jalcophila
Jalcophila är ett släkte av korgblommiga växter. Jalcophila ingår i familjen korgblommiga växter.
Kladogram enligt Catalogue of Life:
| Jalcophila | \| \| Jalcophila boliviensis \| \| \| \| \| \| Jalcophila colombiana \| \| \| \| \| \| Jalcophila ecuadorensis \| \| \| \| \| \| Jalcophila peruviana \| \| \| \| |
|            | \| \| Jalcophila boliviensis \| \| \| \| \| \| Jalcophila colombiana \| \| \| \| \| \| Jalcophila ecuadorensis \| \| \| \| \| \| Jalcophila peruviana \| \| \| \| |
|            | Jalcophila boliviensis |
|            | |
|            | Jalcophila colombiana |
|            | |
|            | Jalcophila ecuadorensis |
|            | |
|            | Jalcophila peruviana |
|            | |